# NGC 7438
NGC 7438 is een open sterrenhoop pal op Eugène Delporte's grenslijn tussen de sterrenbeelden Cassiopeia en Hagedis. Het hemelobject werd op 8 november 1831 ontdekt door de Britse astronoom John Herschel. Daar Delporte's grenslijn zich pal op deze open sterrenhoop situeert is NGC 7438 in sommige bronnen vermeld als een object in Cassiopeia en in andere bronnen als een object in de Hagedis.